# 周劼 (清朝)
周劼，字献臣，江西彭澤人。清朝政治人物、詩人，進士出身。

## 生平
周劼為道光二十七年（1847年）丁未科二甲第九十名進士，歷官河南輝縣、太康、商丘等地知縣，升知州、知府。

## 著作
周劼工詩，有《瓶城山館詩鈔》十八卷。
- 《晚清簃詩匯》[3]收其七言古詩《明熹宗小斧》一首：

委鬼当头政令弛，太阿之柄倒持矣。
何事君王执斧柯，竞传儿戏深宫里。
金字煌煌斧背镌，龙飞岁月明天启。
九重宴坐一事无，镇日摩挲此奇技。
惜把銛锋误指挥，不斩貂珰斩正士。
庙堂钟虡叹销沈，内殿旋闻斧声起。
从来淫巧荡君心，无愁岂是真天子。
此铁何人铸六州，大错几将神器徒。